# خارايكيخو
بلدية حَرائِث أو (نقحرة: خارايكيخو) (بالإسبانية: Jaraicejo)‏، هي بلدية تقع في مقاطعة قصرش والتي تقع في منطقة إكستريمادورا، غرب إسبانيا.
يبلغ عدد سكانها 676 نسمة وفقاً لإحصائية سنة (2002).